# Oreste et Électre
Pour les articles homonymes, voir Oreste et Électre.
 (décembre 2019).
Oreste et Électre ont été le sujet et le titre de plusieurs œuvres d'art, dont deux groupes sculpturaux différents dans les collections du musée archéologique national de Naples.

## Version de l'homme habillé
L'une est une sculpture hellénistique mesurant 2,1 m de haut, autrefois pensée pour représenter Oreste et Électre. Il montre une femme adulte fortement drapée sur la droite, regardant vers le bas et faisant apparemment signe à un jeune homme ou un enfant partiellement nu, qui la regarde.
Une copie en marbre a été réalisée entre 1685 et 1688 pour le château de Versailles, copiée à partir d'une fonte de l'original confiée à Benoît Massou puis Martin Carlier et à Michel Monier. Il a été initialement interprété comme la Paix entre les Grecs et les Romains, mais a ensuite été interprété comme relatant l'épisode dans lequel le jeune Papirius, connu sous le nom de Praetextatus, ayant été autorisé à assister à une séance du Sénat romain avec son père, déjoue la curiosité de sa mère en lui disant avec humour que le Sénat se demandait s'il valait mieux pour l'État qu'un homme ait deux femmes ou qu'une femme ait deux maris. Il a été placé dans la salle de Bal en 1738, déplacée au jardin des Tuileries pendant la Révolution française et au XIXe siècle, a remplacé Poetus et Arria sur le tapis vert dans la perspective principale du château.

## Version de l'homme nu
L'autre version représente un jeune homme nu et une jeune femme vêtue, du même âge et de la même taille, appuyés l'un sur l'autre. On pense maintenant que c'est Oreste et Électre.